# Leyvin Balanta
Leyvin Jhojane Balanta Fory (Bogotà, 3 settembre 1990) è un calciatore colombiano, difensore svincolato.

## Statistiche

### Cronologia presenze e reti in nazionale
| Cronologia completa delle presenze e delle reti in nazionale ― Colombia | Cronologia completa delle presenze e delle reti in nazionale ― Colombia | Cronologia completa delle presenze e delle reti in nazionale ― Colombia | Cronologia completa delle presenze e delle reti in nazionale ― Colombia | Cronologia completa delle presenze e delle reti in nazionale ― Colombia | Cronologia completa delle presenze e delle reti in nazionale ― Colombia | Cronologia completa delle presenze e delle reti in nazionale ― Colombia | Cronologia completa delle presenze e delle reti in nazionale ― Colombia |
| Data                                                                    | Città                                                                   | In casa                                                                 | Risultato                                                               | Ospiti                                                                  | Competizione                                                            | Reti                                                                    | Note                                                                    |
| ----------------------------------------------------------------------- | ----------------------------------------------------------------------- | ----------------------------------------------------------------------- | ----------------------------------------------------------------------- | ----------------------------------------------------------------------- | ----------------------------------------------------------------------- | ----------------------------------------------------------------------- | ----------------------------------------------------------------------- |
| 25-1-2017                                                               | Rio de Janeiro                                                          | Brasile                                                                 | 1 – 0                                                                   | Colombia                                                                | Amichevole                                                              | -                                                                       | 62’                                                                     |
| Totale                                                                  |                                                                         | Presenze                                                                | 1                                                                       |                                                                         | Reti                                                                    | 0                                                                       |                                                                         |

## Palmarès

### Club

#### Competizioni nazionali
- Campionato colombiano: 2

Santa Fe: 2016-II
Deportes Tolima: 2021-I
- Súper Liga: 1

Santa Fe: 2017

#### Competizioni internazionali
- Coppa Sudamericana: 1

Santa Fe: 2015
- Coppa Suruga Bank: 1

Santa Fe: 2016